# Kelly Taylor

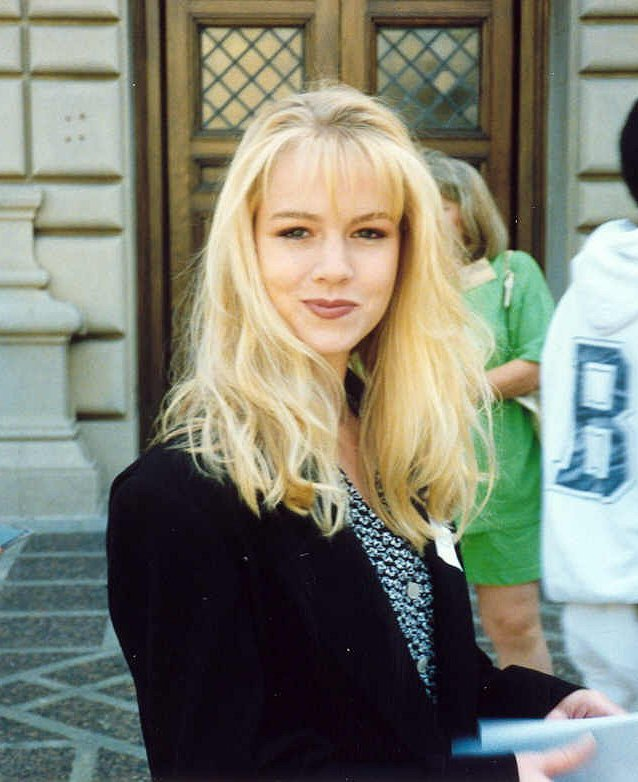
Jennie Garth, de actrice die Kelly Taylor speelt

Kelly Taylor is een personage uit de televisieseries Beverly Hills, 90210, gespeeld door de destijds 18-jarige actrice Jennie Garth. Ze verscheen ook in de spin-off 90210.
Voor het personage Kelly speelt het uiterlijk een grote rol. Actrice Garth gaf later aan dat deze sterke nadruk op het uiterlijk bij haar zorgde voor een competitieve instelling waarbij ze de vrouwen om haar heen als concurrente ging beschouwen. Ook na afloop van de serie bleef ze worstelen met het gevoel te moeten winnen van andere vrouwen.

## Beschrijving
Kelly wordt geïntroduceerd als een verwend en verwaand meisje dat koud en kil overkomt. Gaandeweg wordt echter duidelijk dat ze ook een zachte kant heeft en een goed gevoel voor humor. Op school is zij het populairste meisje, maar thuis gaat het niet zo goed: haar rijke vader is vaak afwezig en haar moeder is alcoholist en verslaafd aan cocaïne. Als de familie Walsh verhuist van Minnesota naar Californië, raakt Kelly bevriend met Brenda Walsh. Voor Kelly is het interessant om de naïeve Brenda wegwijs te maken in het reilen en zeilen op West Beverly Hills High; tegelijk vindt ze het prettig dat ze door de ouders van Brenda en Brandon warm wordt onthaald in hun gezin.
Kelly is erg bezig met haar uiterlijk. Zo ondergaat ze een neusoperatie om cosmetische redenen. Ook raakt ze verslaafd aan dieetpillen, wat haar bijna fataal wordt.
Tijdens de serie krijgt Kelly diverse relaties. Ze deinst er niet voor terug om haar beste vriendin Brenda te kwetsen door er met haar vriendje Dylan vandoor te gaan als Brenda een tijdje in Parijs zit. Hoewel ze aangeeft er spijt van te hebben, zet ze geen punt achter de relatie. Overigens passen Kelly en Dylan vrij goed bij elkaar: ze kennen elkaar al jaren, beiden hebben een problematische thuissituatie, en Kelly begrijpt goed waar Dylan mee worstelt. Ook staat ze volwassener in het leven.
Ze heeft moeite om een keuze tussen Dylan en Brandon te maken en kiest uiteindelijk voor zichzelf. Later blijkt dat Kelly en Dylan toch weer bij elkaar zijn gekomen en dat ze een zoontje hebben gekregen: Sammy.